# أنجيه
أنْجِيه، وعرفت قديما باسم أنجيرش، (بالفرنسية:  تُنطق [اسمع في هذا المتصفح]Angers)‏ هي مدينة فرنسية. تقع في غرب البلاد وهي مركز إقليم ماين ولوار وأكبر مدينة فيه وثاني أكبر مدينة في منطقة بايي دو لا لوار بعد عاصمتها نانت. يبلغ عدد سكان أنجيه 149,017 نسمة (إحصاءات 2012).

## جغرافيا

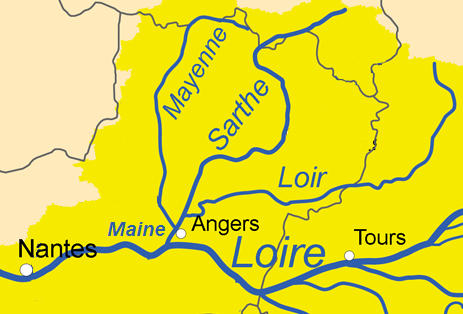
موقع أنجيه على نهر مين

تقع أنجيه على نهر ماين (بالفرنسية:Maine) يتشكل من التقاء ثلاثة أنهار أخرى إلى الشمال من المدينة ويصب على بعد 11 كيلومتر إلى الجنوب في النهر الرئيسي لوار.

## تاريخ
كانت أنجيه العاصمة التاريخية ومعقل مقاطعة أنجو ومهد سلالة بلانتاجانت، كانت واحدة من المراكز الفكرية في أوروبا في عهد الملك ريناتو. تقع على الحدود الغربية لوادي اللوار وهي منطقة تم إضافتها إلى قائمة مواقع التراث العالمي لليونسكو في عام 2000 وتتميز بقلعتها الشهيرة.

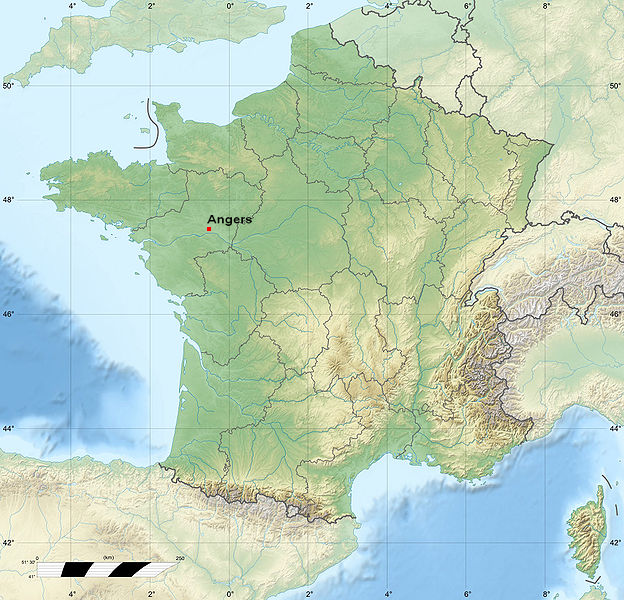
موقع أنجيه في فرنسا

## توأمة
لأنجيه اتفاقيات توأمة مع كل من:
- بيزا (1982 - )
- أوسنابروك (3 سبتمبر 1964 - )
- باماكو (1974 - )
- ويغان (1988 - )
- يانتاى (2006 - )
- Södertälje Municipality [الإنجليزية]‏ منذ (1999 - )
- أوستن (2012 - )
- هارلم (1964 - )
- تورون (2011 - )[14]
- إشبيلية

## أعلام
- فولك ملك بيت المقدس
- هنري دوتيو
- ريموند كوبا
- مشيل أجين شفرول
- نيكولا مايو
- جان بودان
- جوزيف لويس بروست
- فولك الرابع كونت أنجو
- جوليان جراك
- لويس الثاني دوق أنجو
- هيرفيه بازين